# VASAC
Vasac, blev oprettet 1. juli 2002 af Vestsjællands Amt. Vasac giver tilbud om beskyttet beskæftigelse, aktivitets- og samværstilbud samt revalidering. Organisatorisk er VASAC opbygget som fem centre:
- Vasac, Holbæk: Centerleder Michael Holst.
- Vasac, Kalundborg: Centerleder Ole Nielsen.
- Vasac, Slagelse: Centerleder Henning Jahn.
- Vasac, Sorø: Centerleder Hans Christian Hansen.
- Vasac, Odsherred: Centerleder Lars Ravn.

I forbindelse med kommunalreformen og amternes nedlæggelse 1. januar 2007 er de kommuner hvor de enkelte centre er beliggende blevet driftherre for centret.

## Elefantgården i Sorø
Elefantgården er et socialpsykiatrisk dagtilbud til sindslidende. Stedet blev oprettet i 2002, og er en del af VASAC Sorø. Det ligger i skoven syd for jernbanestationen i Sorø, og drives i samarbejde med Stiftelsen Sorø Akademi. Der er beskæftiget ti medarbejdere med nedsat arbejdsevne. Udgangspunktet for arbejdspladserne er en stor åben lade, der blandt andet rummer et lille savværk og maskiner til brændeproduktion. 